# Museo mineralogico di Caltanissetta
Il museo mineralogico, paleontologico e della zolfara Sebastiano Mottura, anche noto come museo mineralogico di Caltanissetta, ospita al suo interno una ricca collezione di minerali e fossili, e un'esposizione permanente dedicata alla tecnologia mineraria per l'estrazione dello zolfo di Sicilia.
Il museo ha sede all'interno di una struttura recentemente inaugurata e adiacente alla scuola fondata dallo stesso Mottura, di cui il museo ha fatto parte per lungo tempo.

## Storia
Nel 1862 l'ingegnere Sebastiano Mottura fondò a Caltanissetta una scuola mineraria, che diresse tra il 1868 e il 1875.
Mottura raccolse campioni di minerali della formazione gessoso-solfifera del centro Sicilia, che donò in parte al museo-laboratorio didattico della scuola da lui fondata.
La raccolta dell'allora museo-laboratorio si ampliò negli anni notevolmente grazie ad una lungimirante politica di scambio dei pezzi rinvenuti nelle miniere del comprensorio minerario zolfifero Siciliano; grazie, anche, alle donazioni di direttori di zolfare siciliane ex allievi dell'Istituto "Mottura".
Ciò fa sì che oggi la struttura museale nissena vanti una collezione molto varia, articolata e imponente per numero e qualità dei pezzi esposti.
Fino al 2012 il museo ha sempre avuto sede all'interno della scuola mineraria (che con il tempo ha assunto la denominazione di "I.I.S.S. Sebastiano Mottura"). La prima sede era sita in via Berengario Gaetani, in un edificio su tre piani dove si trovavano aule e laboratori, in particolare nella sala n. 4 vi era il laboratorio di mineralogia e geologia, che successivamente diventerà il museo mineralogico.
Il 15 dicembre 2012, in occasione del 150º anniversario della fondazione dell'istituto Mottura, è stata inaugurata la nuova sede del museo, adesso sito in una struttura realizzata ad hoc ed annessa alla scuola.

## Il museo
I locali sono di proprietà della provincia di Caltanissetta che ha concesso, nel luglio 2012, in comodato gratuito gli stessi all'IISS Sebastiano Mottura, che provvede alla esposizione di tutti i minerali di proprietà dell'Istituto stesso, nonché alla gestione di tutte le attività museali con il personale scolastico in organico.
Lo spazio museale è distribuito in diversi ambienti.

### Esposizione delle tecnologie minerarie dello zolfo
Unico nel suo genere, lo spazio dedicato ad alcuni strumenti d'epoca utilizzati nella attività mineraria, come i castelletti di estrazione, i vagoncini utilizzati per il trasporto dei minerali, i forni Gill.
Diversi pannelli murali con grafici e diagrammi testimoniano della storia e dei ciclo economico dello zolfo, oltre ad una ricca collezione di foto d'epoca; inoltre, è stata presente la campana della chiesetta della miniera Trabia Tallarita, oggi tornata al suo luogo di origine dopo un restauro.

### Collezione di fossili
La collezione di minerali e fossili conta 2.500 minerali e 1.500 reperti fossili di varie epoche geologiche e tra questi anche una collezione di macrofossili, catalogati in ordine stratigrafico, dal periodo Siluriano al Quaternario.

### Collezione di minerali

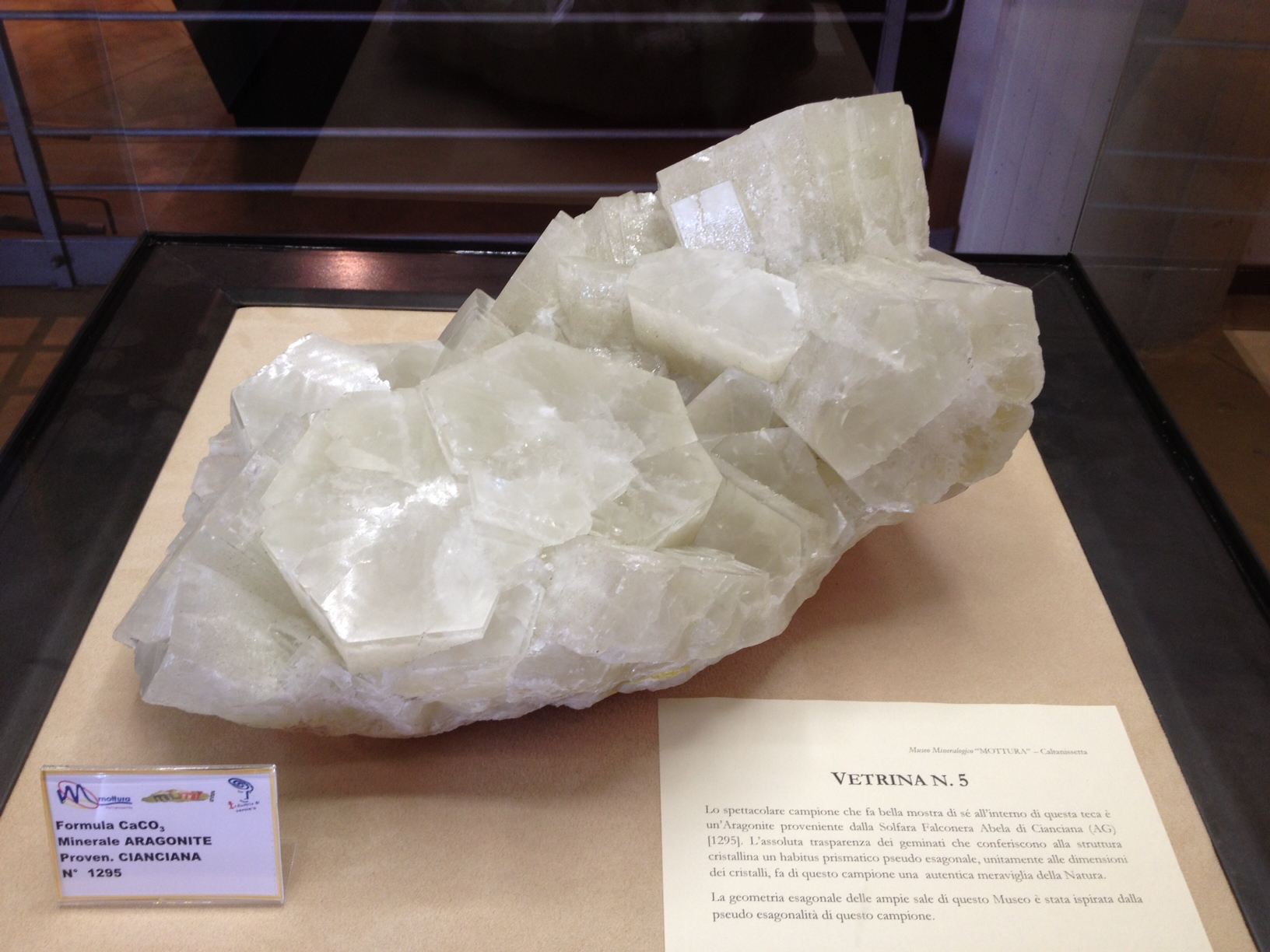
Aragonite esagonale (45 x28, cui è ispirtata la pianta dell'edificio

Il museo, mediante l'esposizione di minerali, in particolare campioni di zolfo, rocce, fossili ed attrezzature specifiche, da testimonianza dell'attività svolta in passato di sfruttamento delle varie miniere per l'estrazione dello zolfo presenti sul territorio nisseno. Al suo interno sono custodite collezioni di minerali e fossili, oltre a pezzi di particolare pregio mineralogico.

### Rarità
I minerali in esposizione, in particolare campioni di zolfo sono di grande rarità e bellezza, oltre che in una grande varietà di forme, struttura, raggruppamento cristallino e trasparenza.
Questi sono la testimonianza della passata attività di sfruttamento delle varie miniere per l'estrazione dello zolfo presenti sul territorio nisseno e non solo.
Inoltre, tra i pezzi acquisiti con politiche di scambio e donazioni, spiccano per il particolare pregio e rarità mineralogica:
- ammonite fossile di grandi dimensioni, provenienza Bisigen, Thanheim-Stuttgart in (Germania)
- aragonite vedi immagine,
- autunite cui si ispira la kryptonite di Superman,
- gesso a ciuffi di cristallo aciculari di grandi dimensioni (35 x 36 cm), provenienza Cianciana Agrigento,
- geode di quarzo ametista con calcite stalattitica radiale con coppia di aggregati colonnari a morfologia prismatica di grandi dimensioni (30 x 37 cm),
- meteorite donato dal negus d'Etiopia come ringraziamento alla città di Caltanissetta che aveva ospitato il figlio Amhà Selassié per un periodo di studio,
- Elephas mnaidriensis mandibola dell'ultima specie di elefante vissuta in Sicilia circa 200.000 anni fa, provenienza Grotta del coniglio loc. Baida Palermo.

## Mostra borsa-scambio del minerale e del fossile
Ogni anno a settembre nei locali del Liceo/Museo si svolge un'importante mostra e borsa di scambio di minerali e fossili. unica manifestazione presente annualmente da Roma alla Sicilia.
| Locandina | Edizione | Anno | Tema del concorso | Miglior vetrina | Miglior minerale | Miglior fossile |
| --------- | -------- | ---- | ----------------- | --------------- | ---------------- | --------------- |
|           | XXXVI    | 2013 | Quarzi nel mondo  |                 |                  |                 |
|           | XXXV     | 2012 | ?                 |                 |                  |                 |
|           | XXXIV    | 2011 | ?                 |                 |                  |                 |
|           | XXXIII   | 2010 | ?                 |                 |                  |                 |
|           | XXXII    | 2009 | ?                 |                 |                  |                 |
|           | XXXI     | 2008 | ?                 |                 |                  |                 |
|           | XXX      | 2007 | ?                 |                 |                  |                 |

## Bibliografia

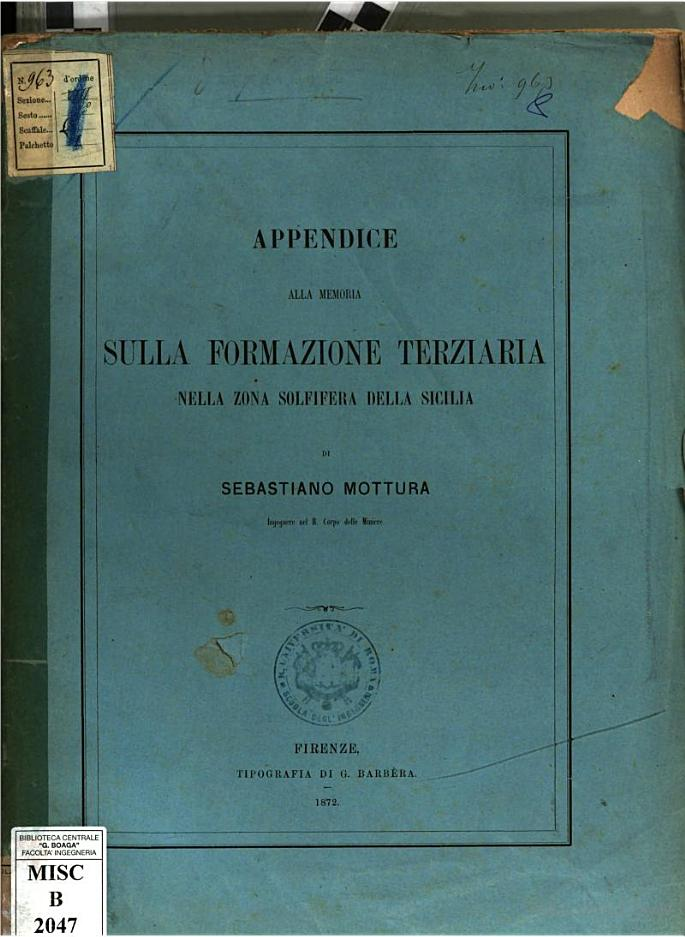
Sebastano Mottura - Sulla formazione terziaria, 1872

### Documenti
- Vari, Società nissena di storia patria - Caltanissetta, su storiapatriacaltanissetta.it, Anno VI, n°11 -,  95-159.
- Delibera Commissariale n. 134, Provincia Regionale di Caltanissetta (PDF), su provincia.caltanissetta.it, www.provincia.caltanissetta.it, 31 luglio 2012.
- Area Servizi Tecnici 8° Settore, Trasferimento di minerali, pietre e fossili dagli attuali locali dell’istituto “Sebastiano Mottura” di Caltanissetta, alla nuova sede del Museo della zolfara in Caltanissetta. Affidamento servizio. CIG. Z3F06DC391 (PDF), su provincia.caltanissetta.it, Provincia di Caltanissetta, n. 117 del 24 ottobre 2012.
- Carta geologica d'Italia - Caltanissetta Foglio 631, su isprambiente.gov.it, Servizio geologico d'Italia (archiviato dall'url originale il 4 marzo 2016).
- Piano territoriale paesistico della Provincia di Caltanissetta (PDF), su criea.eu, www.criea.eu (archiviato dall'url originale l'8 aprile 2014).
- (EN) 2009 Publications Directory (PDF), su sulphurinstitute.org, www.sulphurinstitute.org.
- John S. Eow, Recovery of sulfur from sour acid gas: A review of the technology, in Environmental Progress, vol. 21, n. 3, 2002,  pp. 143-162, DOI:10.1002/ep.670210312, ISSN 0278-4491 (WC · ACNP).
- Bernhard Schreiner, Der Claus-Prozess. Reich an Jahren und bedeutender denn je, in Chemie in unserer Zeit, vol. 42, n. 6, 2008,  pp. 378-392, DOI:10.1002/ciuz.200800461, ISSN 0009-2851 (WC · ACNP).
- (EN) minerals.usgs.gov (PDF), U.S. Department of the Interior - U.S. Geological Survey.
- A. W. Hyndman, J. K. Liu e D. W. Denney, Sulfur Recovery from Oil Sands, vol. 183, 1982,  pp. 69-82, DOI:10.1021/bk-1982-0183.ch005, ISSN 1947-5918 (WC · ACNP).
- Walter Botsch, <324::AID-CIUZ324>3.0.CO;2-9 Chemiker, Techniker, Unternehmer: Zum 150. Geburtstag von Hermann Frasch, in Chemie in unserer Zeit, vol. 35, n. 5, 2001,  pp. 324-331, DOI:10.1002/1521-3781(200110)35:5<324::AID-CIUZ324>3.0.CO;2-9, ISSN 0009-2851 (WC · ACNP).

### Testi
- Baldanza, Burgio, Di Maria, Foto di Pitrone, Il Museo Mineralogico e Paleontologico e della Zolfara, Caltanissetta, Salvatore Sciascia Editore, 1990.
- Sicilia, Touring Editore, 1989,  pp. 491– (snippet), ISBN 978-88-365-0350-6.
- Italia Nostra Associazione Nazionale per la tutela del Patrimonio Storico, Artistico e Naturale della Nazione, Italia Nostra n.457 - Gangemi Editore spa, Gangemi Editore spa, 12 novembre 2011T11:50:23,  pp. 5–, ISBN 978-88-492-7042-6.
- Michele Curcuruto, I signori dello zolfo. Personaggi, vicende, aneddoti della borghesia mineraria siciliana fra '800 e '900, Lussografica, 2001.
- Gaetano Calabrese, Gli archivi d'impresa in Sicilia: una risorsa per la conoscenza e lo sviluppo del territorio, FrancoAngeli, 2007,  pp. 223–, ISBN 978-88-464-8835-0.
- Salvatore Galletti, Súrfaru e surfarara: zolfo e zolfatari, Lussografica (snippet), 1996.
- Giuseppe Maurici e Roby Manfrè Scuderi, Sicilia, Touring Editore, 2001,  pp. 28–, ISBN 978-88-365-2044-2.
- Giuseppe Barone e Claudio Torrisi, Economia e societa nell'area dello zolfo, secoli XIX-XX, Salvatore Sciascia, 1989. pp. 524
- Pietro Tucci ispettore scientifico alle zolfare. Inventario a cura di Claudio Torrisi, Archivio di Stato, Caltanissetta 1991, pp. 53.
- Zolfarai e società a Caltanissetta. Cronaca di uno sciopero (Aprile-Agosto 1903). Catalogo della mostra documentaria, Archivio di Stato, Caltanissetta 1985, pp. 58.
- Archivio di Stato di Caltanissetta e Marzia Privitera, Il corpo delle miniere e l'area dello zolfo in Sicilia: secoli XIX - XX, Lussografica, 2000, ISBN 978-88-8243-039-9. URL consultato il 23 luglio 2013. pp. 243
- Atti della Società toscana di scienze naturali, residente in Pisa: Memorie, Serie A., La Sicietà, 1989.
- Yin Hongfu, J.M. Dickins, G.R. Shi, Tong Jinnan, Permian-Triassic Evolution of Tethys and Western Circum-Pacific, Elsevier, 10 maggio 2000,  pp. 69–, ISBN 978-0-08-053865-5. URL consultato il 23 luglio 2013.
- Rolf Bernhard Behrmann, Appunti sulla geologia della Sicilia centro-meridionale Riassunto del rapporto presento al Ministero delle corporazioni sugli studi geologici eseguiti per ricerche petrolifere, 1938. URL consultato il 23 luglio 2013.
- Aureli A. (1994) "Geomorfologia del Bacino del Fiume Salito (parte orientale).
- Giuseppe Maurici e Roby Manfrè Scuderi, Sicilia, Touring Editore, 2001,  pp. 25–, ISBN 978-88-365-2044-2.
- (EN) Gerald Kutney, Sulfur: History, Technology, Applications & Industry, Toronto, ChemTec, 2007, ISBN 1-895198-37-2.
- Steudel, Ralf, Elemental sulfur and sulfur-rich compounds, Berlin, Springer, 2003, ISBN 3-540-40191-1.
- Gerald Kutney, Sulfur: History, Technology, Applications and Industry, ChemTec Publishing, 1º gennaio 2007,  pp. 41–, ISBN 978-1-895198-37-9.
- A. M. O. Mohamed e M. M. El Gamal, Sulfur Concrete for the Construction Industry: A Sustainable Development Approach, J. Ross Publishing, 2010,  pp. 39–, ISBN 978-1-60427-005-1.
- Chemistru Experiments, Qasim Ali,  pp. 50–, ISBN 978-0-307-13574-2.
- Theodore John Kreps, The Economics of the Sulfuric Acid Industry, Stanford University Press, 1938,  pp. 90–, ISBN 978-0-8047-2151-6.
- John Keahey, Seeking Sicily: A Cultural Journey Through Myth and Reality in the Heart of the Mediterranean, St. Martin's Press, 8 novembre 2011,  pp. 68–, ISBN 978-1-4299-9067-7.
- (EN) Maisa El-gamal; Abdel-Mohsen Onsy Mohamed, Sulfur Concrete for the Construction Industry: A Sustainable Development Approach (Civil & Environmental Engineering), J. Ross Publishing, 2010, ISBN 1-60427-005-5.
- Chemistry of the Elements, Amsterdam, Elsevier Science Ltd, 1997, ISBN 0-08-037941-9.
- Riegel, Emil Raymond; Kent, James, Kent and Riegel's handbook of industrial chemistry and biotechnology, Berlin, Springer, 2007, ISBN 0-387-27842-7.
- (EN) Maisa El-gamal; Abdel-Mohsen Onsy Mohamed, Sulfur Concrete for the Construction Industry: A Sustainable Development Approach (Civil & Environmental Engineering), J. Ross Publishing, 2010, ISBN 1-60427-005-5.

### Testi storici
- Sebastano Mottura, Sulla Formazione Terziaria, 1872,  pp. 1–72 (Completo).
- Sebastiano Mottura, Sulle ferrovie proposte per la congiunzione delle linee Palermo-Girgenti e Catania-Licata ... (PDF), su archive.org, (Completo).
- Luigi Pirandello, Novelle per un anno - Ciàula scopre la luna, Newton Compton Editori, 10 maggio 2012,  pp. 932–, ISBN 978-88-541-4039-4.
- Quintino Sella, Epistolario di Quintino Sella: 1879-1881, Archivio Izzi, 2004, ISBN 978-88-88846-00-2.
- Commissione d'inchiesta sull'esercizio delle ferrovie italiane, Atti, Tip. eredi Botta (snippet), 1879.
- Luigi Baldacci, Descrizione Geologica Dell'isola Di Sicilia..., Nabu Press, 5 novembre 2011, ISBN 978-1-271-33995-2.
- Rolf Bernhard Behrmann, Appunti sulla geologia della Sicilia centro-meridionale Riassunto del rapporto presento al Ministero delle corporazioni sugli studi geologici eseguiti per ricerche petrolifere, 1938.
- Ramiro Fabiani, Trattato di geologia, Instituto Grafico Tiberino, 1952.
- Comitato glaciologico italiano, Bollettino del Comitato glaciologico italiano, 1989.